# Grúň (911 m)
Grúň (911 m) – szczyt w Wielkiej Fatrze w Karpatach Zachodnich na Słowacji.
Grúň wznosi się w bocznym grzbiecie szczytu Šiprúň. Grzbiet ten odbiega od Šiprúnia początkowo na południowy wschód, potem zakręca na wschód, a jeszcze niżej na północny wschód i oddziela od siebie dwie górne odgałęzienia Trlenskiej doliny. Podobnie jak inne szczyty w tym miejscu zbudowany jest ze skał wapiennych. Wychodnie wapienne znajdują się w kilku miejscach grzbietu i na południowych stokach Grúnia.
Znajduje się w otulinie Parku Narodowego Wielka Fatra. Bezleśna jest tylko dolna część jego północno-wschodnich zboczy. Znajdują się na niej pola i zabudowania wsi Vlkolínec. Jej zabudowania wkraczają dość daleko także do dolinek potoków u jego południowo-zachodnich i północnych zboczy. Na mapie zaznaczone są na nim również niewielkie polany i szałasy – dawniej był więc użytkowany pastersko. Północnymi i zachodnimi stokami prowadzi droga leśna. Poprowadzono nią szlak rowerowy.

## Szlaki turystyczne
odcinek: Rużomberk – Trlenská dolina – Vlkolínec – Grúň – Pulčíkovo – Jazierskie travertíny – Jazierský vodopád – Trlenská dolina